# Oru Thalai Ragam

Oru Thalai Ragam (там. ஒரு தலை ராகம்) — индийский романтический музыкальный фильм 1980 года на тамильском языке, по сценарию Раджендара и спродюсированный Э. М. Ибрагимом, которому приписывают режиссуру. В фильме снимались Шанкар и Рупа, а также Равиндар, Чандрасекар, Кайлашнатх, Кумари Уша и Тьягу в ролях второго плана. Сюжет вращается вокруг студента колледжа, влюбившегося в свою одноклассницу, которая, несмотря на симпатию к нему, избегает отвечать на его любовь.
Фильм вышел в прокат 2 мая 1980 года, получил признание критиков и имел большой кассовый успех, более года шел в кинотеатрах. Он также получил премию Cinema Express как лучший тамильский фильм.

## Сюжет
Раджа — обычный студент колледжа, популярный среди других студентов. Субхадра, его искренняя и тихая одноклассница, никогда не разговаривает открыто даже со своей ближайшей подругой Лаваньей. Отец Субхадры бросил её мать и двух дочерей, подозревая, что она любила кого-то до замужества. В результате люди в их местности смотрят свысока на мать Субхадры, которая поддерживает своих детей, шья одежду, и является предметом большинства сплетен. Несмотря на всё это Субхадра концентрируется только на учёбе, не отвлекаясь на другие вопросы, как советует её мать, и держится на безопасном расстоянии от других мальчиков из колледжа.
Одноклассники Субхадры, Мадху, Каннан и Тамбу, дразнят её в классе, рассказывая слухи о её матери и сплетничая о её любви к Радже. Раджа много раз пытается защитить её от группы Мадху. Раджа и Субхадра проявляют нежность и скучают друг по другу, если не видятся хотя бы день, однако они никогда не говорят друг другу о своих хороших чувствах. Одноклассник Раджи Мурти замечает интерес Раджи к Субхадре. Лаванья также замечает такую же близость Субхадры к Радже.
Когда Раджа, наконец, признается в любви Субхадре, она злится и отвергает его чувства. Хотя он на самом деле ей нравится, из-за её семейного положения и указаний матери избегать мужчин она скрывает свои чувства. Расстроенный Раджа заявляет, что больше никогда не будет говорить ей о своей любви.Он также добавляет, что однажды она придет, чтобы выразить ему свою любовь. Оба продолжают любить друг друга молча.
В конце концов Раджа заболевает желтухой и оставляет учёбу. Когда Лаванья навещает его, она узнает о его глубокой любви к Субхадре и о страданиях, через которые он проходит. Лаванья встречает Субхадру и обвиняет в её в трусости. Учебный год заканчивается. Мать Субхадры узнает о любви дочери и оскорбляет её. Теперь Субхадра решает встретиться с Раджей, чтобы признаться в любви, поскольку она больше не хочет скрывать свои чувства. Хотя его здоровье ухудшилось, Раджа решает поехать с Мурти в колледж на поезде, чтобы вспомнить свои студенческие годы. Субхадра видит Раджу, сидящего в поезде, и признается в любви, но опустошена, поняв, что он уже мертв.

## Выпуск и рецензии
Oru Thalai Ragam вышел в прокат 2 мая 1980 года. Ибрагиму пришлось самому выпустить фильм после того, как дистрибьюторы отказались из-за высокой цены, которую Ибрагим назвал за территории распространения. Ananda Vikatan оценил фильм на 50 баллов из 100. Прокат фильма длился 365 дней в нескольких кинотеатрах. В первые дни после релиза в прокате было мало откликов. Но в конце концов фильм набрал обороты и стал успешным.

## Наследие, оставленное фильмом
Успех Oru Thalai Ragam привел к появлению большего количества фильмов на тамильском языке, основанных на теме односторонней и не выраженной любви. Историк кино С. Теодор Баскаран считает, что Oru Thalai Ragam и Nammavar были «двумя наиболее представительными тамильскими фильмами о студентах».